# José Blanco
Pour les articles homonymes, voir Blanco.
José Blanco López, parfois surnommé « Pepe Blanco » ou « Pepiño Blanco », né le 6 février 1962 à Palas de Rei, est un homme politique espagnol membre du Parti socialiste ouvrier espagnol (PSOE).
Il rejoint le PSOE à l'âge de 16 ans. Inscrit ensuite à l'université de Saint-Jacques-de-Compostelle, il ne termine pas ses études de droit pour s'engager en politique.
Il est élu en 1989 sénateur de la province de Lugo, à l'âge de 27 ans. Après deux mandats, il se fait élire en 1996 au Congrès des députés. Il devient secrétaire à l'Organisation du PSOE en 2000, après avoir contribué à faire élire José Luis Rodríguez Zapatero secrétaire général.
Confirmé en 2004, il est promu en 2008 au poste de vice-secrétaire général, vacant depuis 1997. L'année qui suit, il rejoint le gouvernement comme ministre de l'Équipement. Il prend en juillet 2011 les fonctions de porte-parole du gouvernement.
Il fait l'objet à partir de novembre 2011 d'une information judiciaire pour trafic d'influence, classée sans suite en juillet 2013. Ayant quitté le gouvernement en décembre 2011 et l'appareil du PSOE en février 2012, il est élu député européen en mai 2014 et quitte alors les Cortes Generales.

## Biographie

### Une jeunesse marquée par la politique
Alors qu'il termine ses études secondaires à Lugo, il se rapproche du Parti socialiste populaire (PSP) d'Enrique Tierno Galván, par l'intermédiaire de son professeur de philosophie, José López Orozco, qui sera plus tard maire de Lugo.
Il adhère au Parti socialiste ouvrier espagnol en 1978, après que le PSP a fusionné avec ce dernier.
Il entreprend ensuite des études supérieures de droit à l'université de Saint-Jacques-de-Compostelle, qu'il abandonne pour se dédier totalement à sa carrière politique. Il devient en effet secrétaire général des Jeunesses socialistes de Galice (XSG), puis président du conseil de la jeunesse de Galice, et salarié du département de l'Organisation du Parti des socialistes de Galice-PSOE (PSdeG-PSOE).
Il entre par la suite à la commission exécutive du PSdeG-PSOE, puis devient secrétaire général du Parti socialiste de la province de Lugo.

### Débuts électoraux
Lors des élections sénatoriales anticipées du 29 octobre 1989, il postule à l'un des quatre mandats de sénateur dans la province de Lugo. Avec 56 982 voix, il est élu à 27 ans au Sénat, réalisant par ailleurs le plus mauvais résultat des quatre représentants de la province à la chambre haute des Cortes Generales.
Pour ce premier mandat, il est nommé premier secrétaire de la commission des Requêtes, membre de la commission des Relations avec le Défenseur du peuple, en septembre 1990 membre de la commission de la Défense et en mars 1992 porte-parole du groupe socialiste à la commission spéciale pour la Jeunesse.
Il postule aux élections municipales du 22 mai 1991 à Palas de Rei, mais échoue à se faire élire maire : avec 41,8 % des suffrages exprimés, il obtient six conseillers sur 13, contre sept au Parti populaire.
Il est réélu au cours des élections sénatoriales anticipées du 6 juin 1993 avec 67 717 suffrages en sa faveur, une progression de l'ordre de 10 000 bulletins qui ne l'empêche pas de réaliser à nouveau le moins bon score de la province de Lugo.
Il appartient initialement à la commission de la Défense, la commission du Travail et de la Sécurité sociale, et la commission bicamérale des Droits de la femme, et occupe la présidence de la commission spéciale pour la Jeunesse. Il intègre également la commission de la Justice en janvier 1995, puis la commission de la Santé et des Affaires sociales le mois d'après.
Lors des élections municipales du 24 mai 1995, il se présente une seconde fois à Palas de Rei, mais sa candidature est un nouvel échec. Si sa liste reçoit 43,3 % des suffrages exprimés, il se contente de cinq conseillers sur 11, contre six au Parti populaire.
Dans la perspective des élections générales anticipées du 3 mars 1996, le PSOE lui fait quitter le Sénat et l'investit tête de liste de Lugo pour le Congrès des députés. Élu, il siège à la commission de l'Agriculture, de l'Élevage et de la Pêche, où il devient porte-parole suppléant du groupe socialiste en janvier 1998, à la commission de l'Industrie, de l'Énergie et du Tourisme jusqu'en novembre 1998, puis à la commission des Infrastructures à partir de cette date.

### La montée en puissance
Il est recruté en 1998 par le porte-parole socialiste au Parlement de Galice Emilio Pérez Touriño comme coordonnateur de sa campagne pour le secrétariat général du PSdeG-PSOE. Au cours du congrès extraordinaire réuni en octobre de cette même année, Touriño s'impose avec plus de 60 % des voix sur Miguel Cortizo, vice-secrétaire général sortant soutenu par Paco Vázquez, secrétaire général démissionnaire.
Après avoir été réélu député aux élections du 12 mars 2000, il est mis en contact avec José Luis Rodríguez Zapatero, député de la province de León, par l'intermédiaire du juge et ancien député socialiste Ventura Pérez Mariño. Il rejoint donc le courant social-démocrate Nueva Vía, dirigé par Jesús Caldera et dont font notamment partie Trinidad Jiménez, Juan Fernando López Aguilar, Jordi Sevilla et Carme Chacón. Il est alors désigné coordonnateur du groupe.

### Un rénovateur numéro deux du PSOE
Il parvient à obtenir les soutiens nécessaires au sein du XXXVe congrès fédéral pour que Zapatero soit élu, le 23 juillet 2000, secrétaire général du PSOE face au baron autonomique José Bono. José Blanco est par la suite choisi comme secrétaire à l'Organisation, et donc numéro deux de l'appareil, par le nouveau chef du parti.
À ce titre, il gère en 2003 l'affaire du Tamayazo : deux députés socialiste à l'Assemblée de Madrid refusent de voter l'investiture de leur chef de file Rafael Simancas. Le blocage institutionnel amène à de nouvelles élections qui permettent au Parti populaire (PP) d'Esperanza Aguirre de se maintenir finalement au pouvoir avec une courte majorité absolue.
Après le retour au pouvoir des socialistes en avril 2004, il n'est pas intégré au gouvernement ou à la direction du groupe parlementaire. Le XXXVIe congrès, convoqué en juillet, le confirme dans ses fonctions au sein de l'appareil du parti.

### Vice-secrétaire général et ministre de l'Équipement

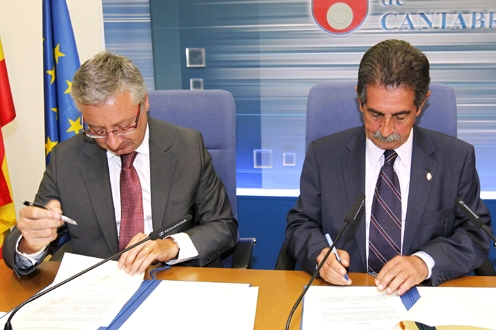
José Blanco signe un accord sur le financement d'infrastrictures ferroviaires avec le président de Cantabrie Miguel Ángel Revilla en août 2010.

Le 6 juillet 2008, quatre mois après une nouvelle victoire du PSOE aux élections législatives, il est élu par le XXXVIIe congrès fédéral au poste de vice-secrétaire général. Vacante depuis 11 ans, cette fonction était auparavant occupée par Alfonso Guerra, grande figure du parti. Leire Pajín lui succède comme secrétaire à l'Organisation. À l'occasion du remaniement ministériel opéré le 11 avril 2009, José Blanco est nommé à 47 ans ministre de l'Équipement, tout en conservant son poste dans l'appareil.
Le 11 juillet 2011, il est choisi comme porte-parole du gouvernement en remplacement d'Alfredo Pérez Rubalcaba, investi deux jours plus tôt candidat à la présidence du gouvernement par le PSOE, pour les prochaines élections générales. Quelques mois plus tard, en octobre, il est accusé par un entrepreneur de Lugo, Jorge Dorribo, d'avoir été partie prenante d'un réseau de fraude aux subventions publiques en Galice, baptisé « opération Campeón », moyennant un paiement 400 000 euros. Il annonce, deux jours plus tard, sa volonté de porter plainte pour « calomnies », rejetant toutes les accusations portées contre lui. Finalement la juge d'instruction de Lugo décide le 3 novembre de saisir le Tribunal suprême, seul compétent pour enquêter et juger les ministres pour des crimes ou délits commis dans l'exercice de leurs fonctions, sur des soupçons de trafic d'influence, ce qui amène le Parti populaire à demander sa démission.

### Retour dans l'opposition

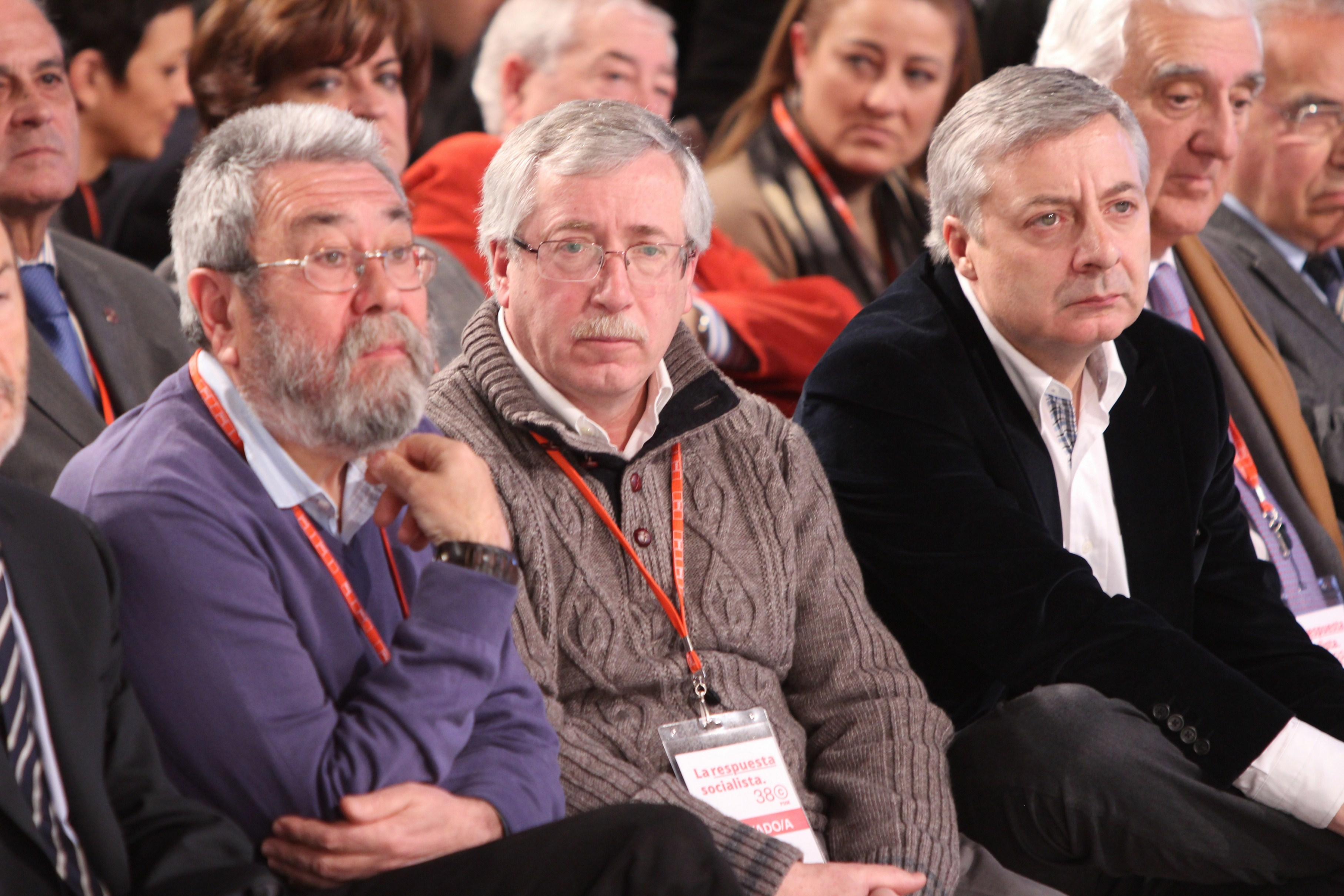
José Blanco lors de la clôture du XXXVIIIe congrès fédéral du PSOE en février 2012.

À peine huit jours après la défaite du PSOE aux élections générales anticipées du 20 novembre 2011, le parquet du Tribunal suprême demande à la chambre pénale de désigner un juge d'instruction pour enquêter sur des faits de trafic d'influence et corruption. Il est remplacé au gouvernement le 22 décembre suivant par les conservatrices Ana Mato, au ministère de l'Équipement, et Soraya Sáenz de Santamaría, comme porte-parole. La chambre d'administration du Tribunal suprême annonce, six jours plus tard, avoir ouvert une instruction judiciaire contre lui, pour trafic d'influence et corruption.
Après avoir demandé en juin 2013 la levée de son immunité parlementaire pour le seul délit de trafic d'influence, rejetant l'accusation de prévarication portée par le ministère public, le juge d'instruction José Ramón Soriano procède le 19 septembre suivant au classement sans suite de l'affaire, estimant que « il n'existe aucun indice selon lesquels auraient été commis les délits de corruption, trafic d'influence et prévarication imputés » à Blanco.

### Député européen
Il est investi par le PSOE candidat en dixième position sur la liste emmenée par Elena Valenciano, qui lui a succédé en février 2012 comme vice-secrétaire générale, pour les élections européennes du 25 mai 2014. Élu au Parlement européen, il démissionne le 1er juillet du Congrès des députés et quitte les Cortes Generales après 25 ans de mandat parlementaire national. Membre du groupe de l'Alliance progressiste des socialistes et démocrates (S&D), il siège à la commission de l'Industrie, de la Recherche et de l'Énergie.

### Distinctions et décorations
Par un arrêté royal du 30 décembre 2011, il devient grand croix de l'Ordre de Charles III d'Espagne.

### Vie privée
Marié à Ana Mourenza, il a deux enfants et vit à Las Rozas de Madrid, dans la Communauté de Madrid.